# Đại bàng má trắng
Đại bàng má trắng (tên khoa học: Aquila fasciata) là một loài chim trong họ Accipitridae.
Loài này sinh sản ở Nam Âu, châu Phi cả phía bắc và phía nam của sa mạc Sahara qua tiểu lục địa Ấn Độ đến Indonesia. Trên lục địa Á-Âu, loài này có thể được tìm thấy xa về phía tây đến tận Bồ Đào Nha và xa về phía đông đến Đông Nam Trung Quốc và Thái Lan. Nó thường là một loài sinh sản không di cư. Mỗi tổ đẻ 1-3 quả trứng trong một hốc cây. Loài chim này sinh sống ở vùng cây cối gỗ, thường đồi núi với một số khu vực mở. Giống châu Phi thích thảo nguyên, ven rừng, trồng trọt, và cây bụi, miễn là có một số cây gỗ lớn, nó không phải là loài ưa thích sinh cảnh rừng rất rậm hoặc rất mở. Thân dài 55–65 cm. Trên lưng là nâu đậm, và dưới là màu trắng với những vệt tối.
Mặc dù có thể được coi một phần là loài săn mồi cơ hội, loài đại bàng này là một loài săn mồi chuyên biệt săn bắt một số loài chim và động vật có vú, đặc biệt là thỏ, gà và bồ câu. Bằng chứng là, khi quần thể con mồi chủ yếu của chúng suy giảm hoặc khan hiếm cục bộ, đại bàng má trắng chuyển sang trở thành kẻ săn mồi cơ hội săn bắt nhiều loại chim khác. Mặc dù tồn tại lâu dài trên một phạm vi rộng lớn và được IUCN tiếp tục phân loại là loài ít quan tâm, số lượng của loài đại bàng má trắng đã suy giảm nghiêm trọng ở nhiều nơi khác nhau trong phạm vi sống, bao gồm hầu hết các khu vực phân bố ở châu Âu, và có thể phải đối mặt với sự tuyệt chủng cục bộ. Sự suy giảm của loài chim này là do sự phá hủy môi trường sống trên diện rộng, điện giật từ cột điện cũng như sự đàn áp dai dẳng.

## Hình ảnh

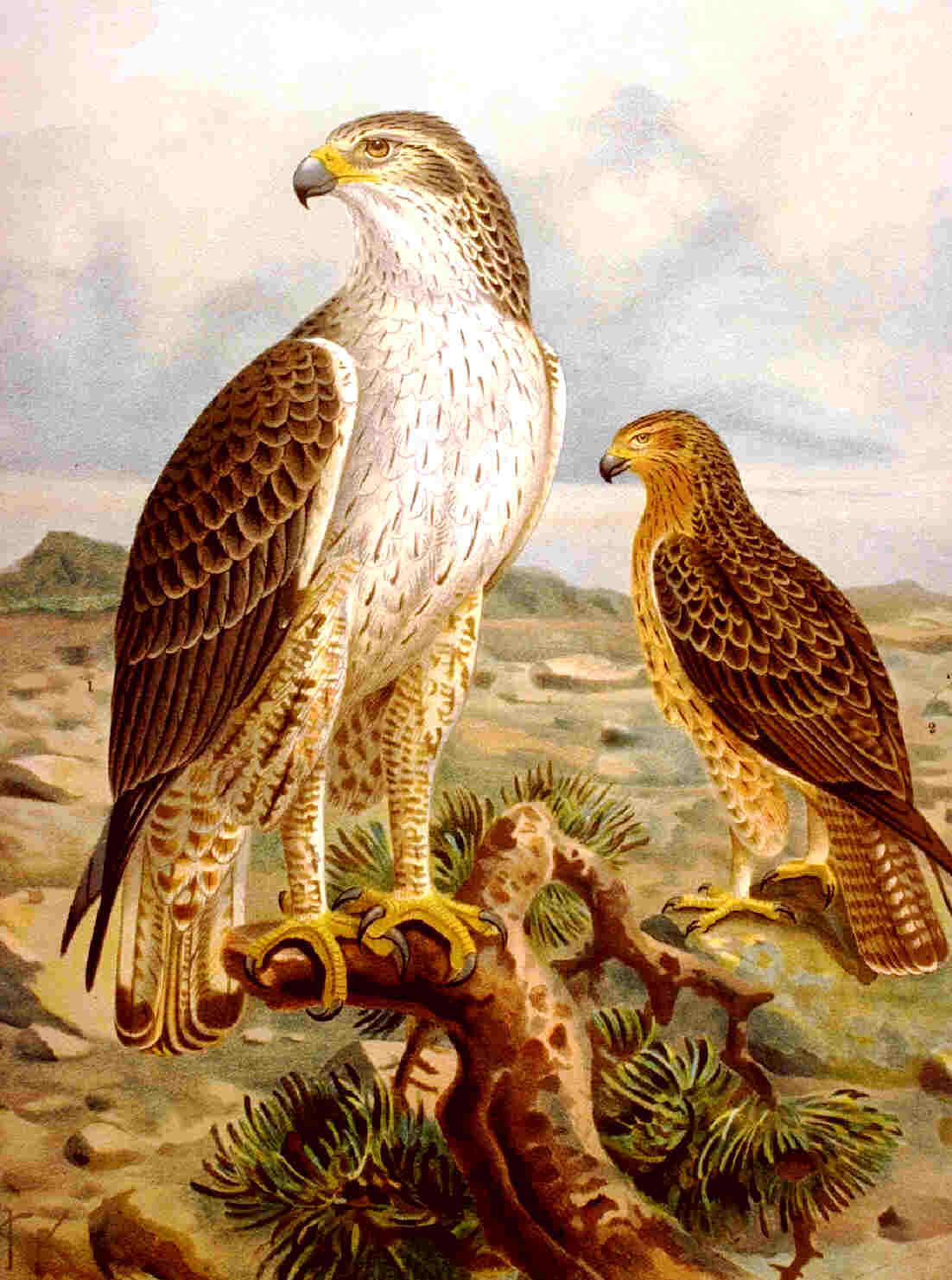
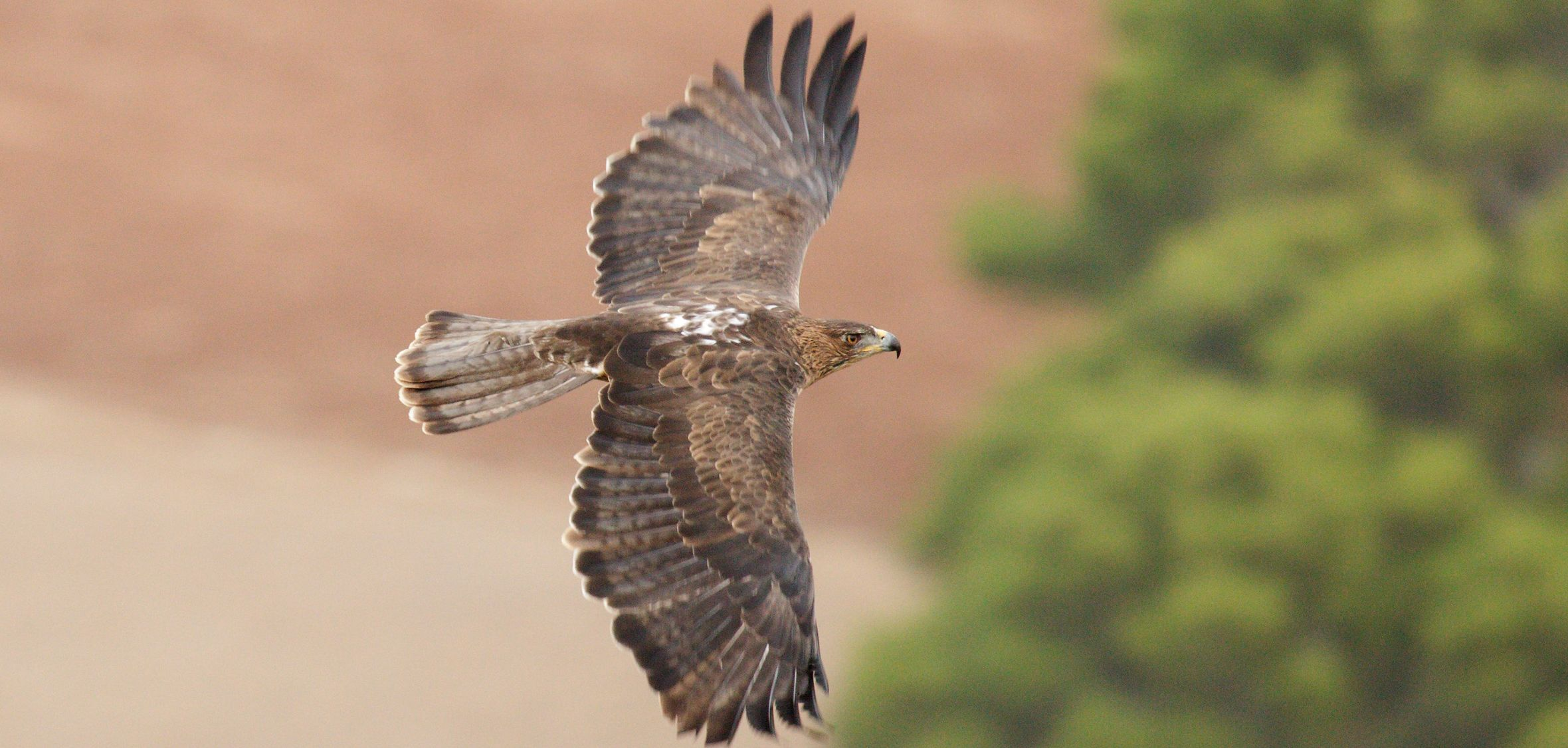
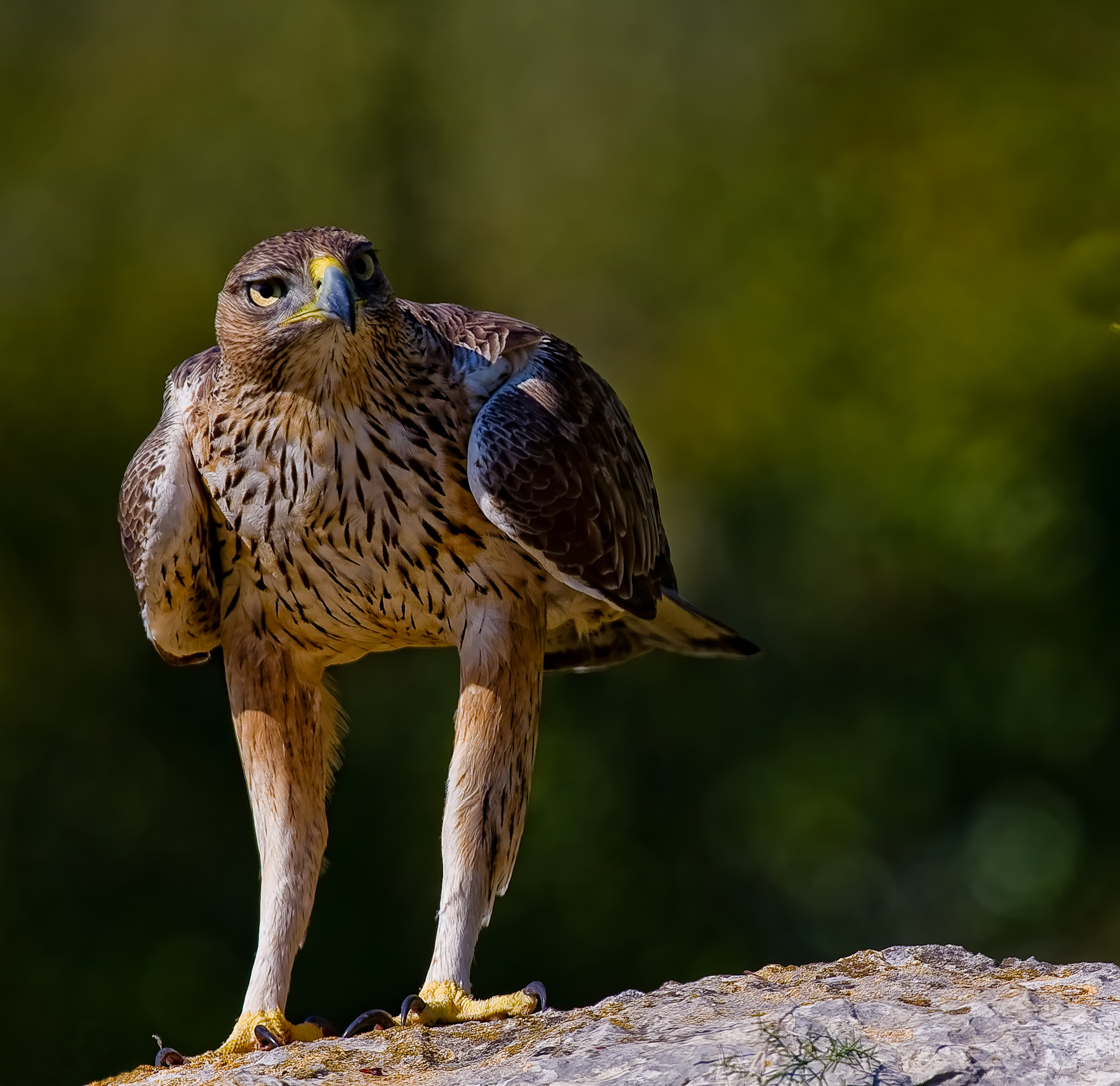
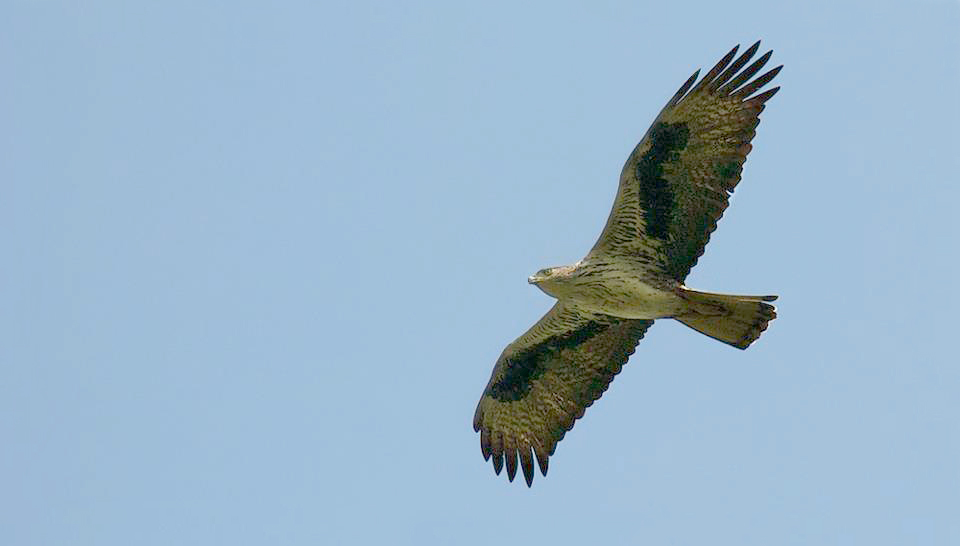
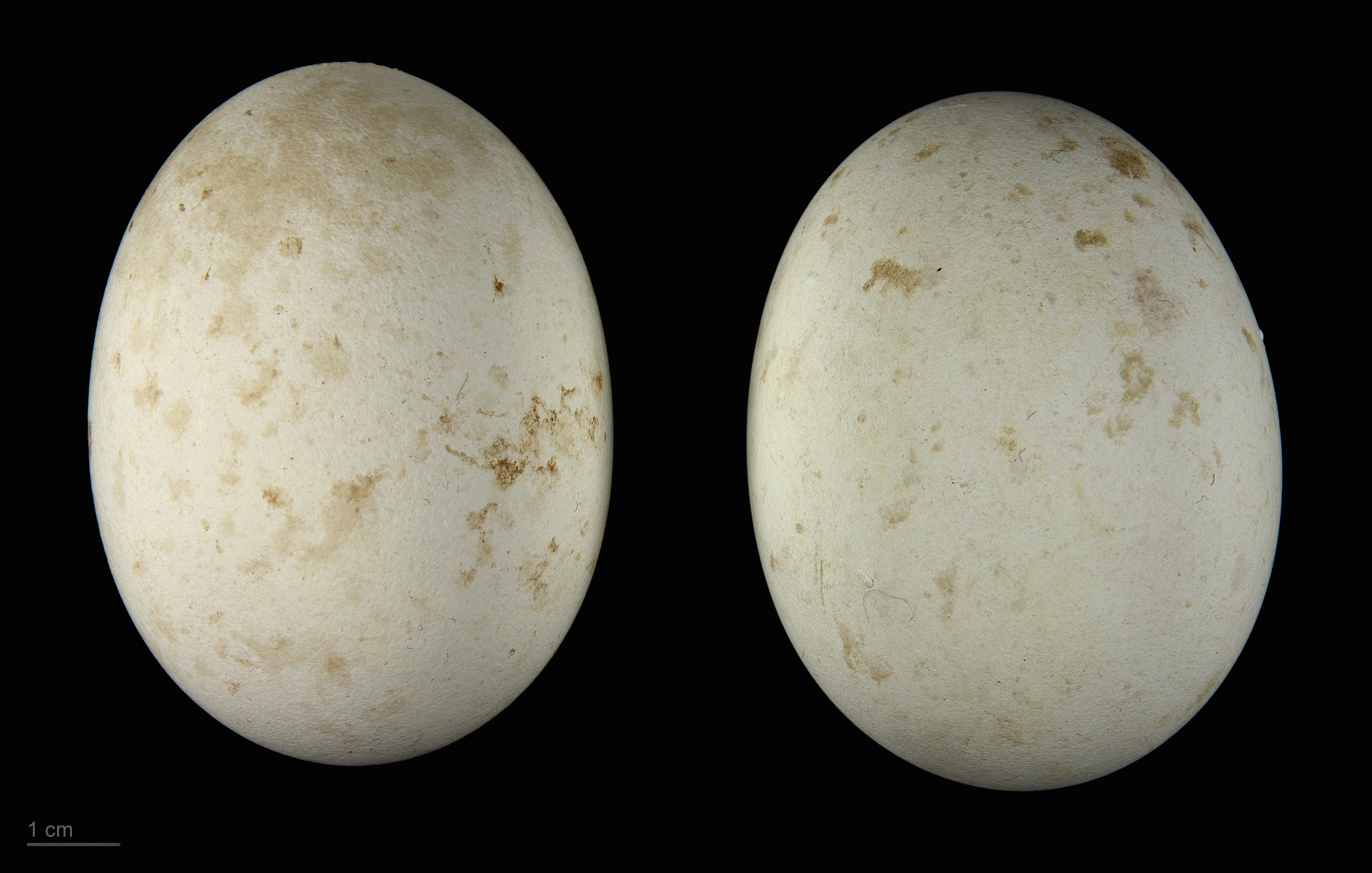
Museum specimen